# Ummidia aedificatoria
Espèce
Synonymes
- Actinopus aedificatorius Westwood, 1840
- Pachylomerus occidentalis Simon, 1909

Ummidia aedificatoria est une espèce d'araignées mygalomorphes de la famille des Halonoproctidae.

## Distribution
Cette espèce est endémique du Maroc.

## Description
La femelle décrite par Decae en 2010 mesure 18,1 mm. Les femelles mesurent de 18,1 à 29,0 mm.

## Publication originale
- Westwood, 1840 : Observations on the species of spiders which inhabit cylindrical tubes covered by a moveable trap-door. Transactions of the Entomological Society of London, vol. 3, p. 170-182 (texte intégral).